# Unistalda
Unistalda is een gemeente in de Braziliaanse deelstaat Rio Grande do Sul. De gemeente telt 2.396 inwoners (schatting 2009).

## Aangrenzende gemeenten
De gemeente grenst aan Itacurubi, Maçambara, Santiago, São Borja en São Francisco de Assis.